# 民族之矛 (政党)
民族之矛（缩写为MK）是南非的一个左翼民粹主义政党。该党成立于2023年12月16日，分裂自非洲人国民大会，创始人是南非前总统雅各布·祖马。该党以南非种族隔离时期非洲人国民大会的准军事组织“民族之矛”命名。非洲人国民大会已威胁要对该党使用这一名称采取法律行动，且该党也受到原“民族之矛”战士的批评。